# Rosa Salazar

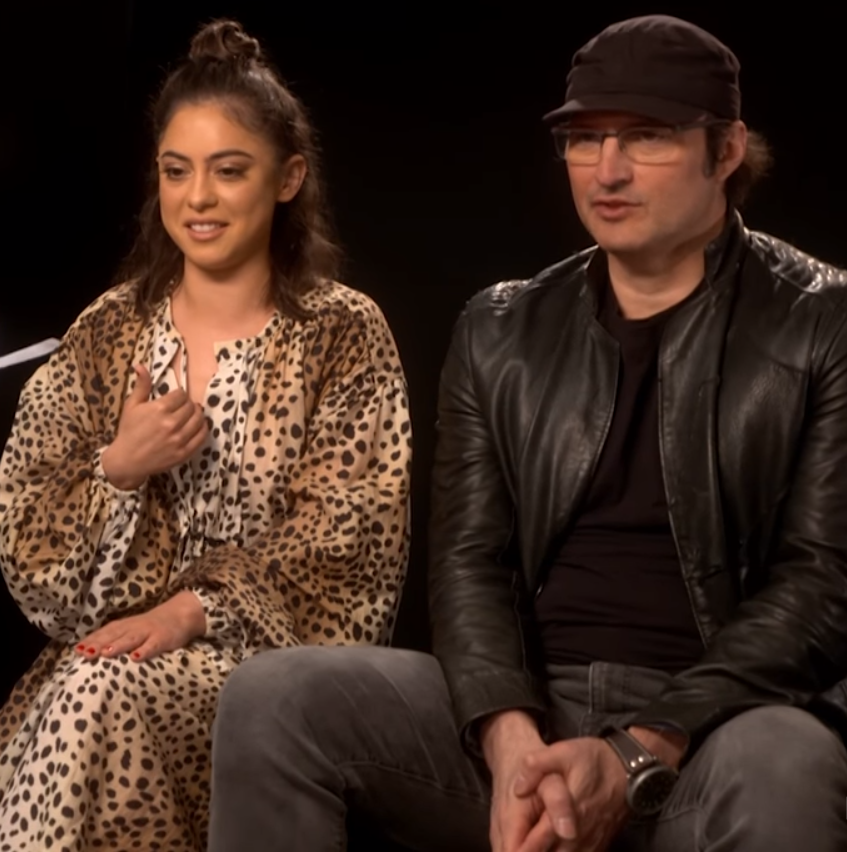
Rosa Salazar i Robert Rodríguez

 Rosa Bianca Salazar (ur. 16 lipca 1985) – amerykańska aktorka, która wystąpiła m.in. w filmie Alita: Battle Angel.

## Filmografia

### Film
| Rok  | Tytuł                               | Rola              | Uwagi                                      |
| ---- | ----------------------------------- | ----------------- | ------------------------------------------ |
| 2012 | Looper: Baldness Anxiety            |                   | krótkometrażowy                            |
| 2012 | Fortunate Son                       | Elisa             | krótkometrażowy                            |
| 2013 | Tajemnica zielonego królestwa       | Roller Derby Girl | rola głosowa                               |
| 2013 | Plan B                              | Steph             | krótkometrażowy                            |
| 2014 | Jamesy Boy                          | Crystal           |                                            |
| 2014 | Niezły Meksyk                       | Pocahontas        |                                            |
| 2015 | Zbuntowana                          | Lynn              |                                            |
| 2015 | Night Owls                          | Madeline          |                                            |
| 2015 | Więzień labiryntu: Próby ognia      | Brenda            |                                            |
| 2016 | Good Crazy                          | Rosa              | krótkometrażowy też scenariusz i reżyseria |
| 2016 | Submerged                           | Amanda            |                                            |
| 2017 | CHiPs                               | Ava Perez         |                                            |
| 2018 | Więzień labiryntu: Lek na śmierć    | Brenda            |                                            |
| 2018 | Przedszkolanka                      | Niania Jimmy’ego  |                                            |
| 2018 | Nie otwieraj oczu                   | Lucy              |                                            |
| 2019 | Alita: Battle Angel                 | Alita             |                                            |
| 2021 | No Future                           | Becca             |                                            |
| 2021 | Pink Skies Ahead                    | Addie             |                                            |
| 2021 | Marcel Muszelka w różowych bucikach | Larissa           |                                            |
| 2022 | The Chariot                         | Maria Deschaines  |                                            |
| 2023 | A Million Miles Away                | Adela             |                                            |

### Seriale
| Rok        | Tytuł                               | Rola                  | Uwagi                |
| ---------- | ----------------------------------- | --------------------- | -------------------- |
| 2010–2012  | CollegeHumor                        | różne role            | 13 odc.              |
| 2011       | American Horror Story: Murder House | Maria                 | 4 odc.               |
| 2011–2012  | Parenthood                          | Zoe DeHaven           | 13 odc.              |
| 2016       | Man Seeking Woman                   | Rosa                  | 6 odc.               |
| od 2017    | Big Mouth                           | panna Benitez (głos)  | rola powracająca     |
| 2019, 2022 | Undone                              | Alma Winograd-Diaz    | gł. rola             |
| 2020       | Dirty Diana                         | Jada                  | miniserial, 1 odc.   |
| 2021       | B Positive                          | Adriana               | 4 odc.               |
| 2021       | Nowy smak wiśni                     | Lisa Nova             | miniserial, gł. rola |
| 2022       | Sezon ślubny                        | Katie                 | gł. rola             |
| 2023       | Pantheon                            | Senator Rivera (głos) | 4 odc.               |